# Trichopelma affine
Trichopelma affine is een spinnensoort uit de familie vogelspinnen (Theraphosidae). De soort komt voor in Saint Vincent.